# (242529) Hilaomar
(242529) Hilaomar est un astéroïde de la ceinture principale.

## Description
(242529) Hilaomar est un astéroïde de la ceinture principale. Il fut découvert le 13 janvier 2005 à Vicques par Michel Ory. Il présente une orbite caractérisée par un demi-grand axe de 2,63 UA, une excentricité de 0,25 et une inclinaison de 16,7° par rapport à l'écliptique.

## Compléments